# ムサンナー県
ムサンナー県（ムサンナーけん、アラビア語：محافظة المثنى Muḥāfaẓat al-Muthannā）は、イラクの県である。県都はサマーワ（サマワ）。

## 地理
南にサウジアラビアの国境を持つ。隣接する県は4つで、北にカーディーシーヤ県、北東にジーカール県、東にバスラ県、西にナジャフ県がある。

## 歴史
メソポタミア文明で有名なシュメール人の遺跡ウルク（サマーワ）がある。
自衛隊が、湾岸戦争後のイラク復興支援のためにサマーワ（サマワ）に駐屯していた。